# Staurastrum cerastes
Staurastrum cerastes là một loài Song tinh tảo trong họ Desmidiaceae, thuộc chi Staurastrum.